# Belfalas
Belfalas (que significa ‘gran costa’ en sindarin) es un lugar ficticio del legendarium del escritor británico J. R. R. Tolkien. Es una región y feudo de Gondor, situada al sur de ese reino.

## Etimología y significado del nombre
El nombre «Belfalas» significa ‘gran costa’ en sindarin: bel (‘fuerte’, ‘grande’) + falas (‘costa’, ‘playa’).

## Geografía e historia
La región comparte nombre con la bahía en la que se encuentra situada, la bahía de Belfalas. Su capital es la ciudad de Dol Amroth. El origen de la ciudad se remonta a los últimos siglos de la Segunda Edad del Sol, cuando una familia númenóreana, perteneciente a los Fieles, partió de Númenor hacia la Tierra Media, antes de la Caída. Allí se instalaron en las tierras de Belfalas, fundando la ciudad, aunque no sería conocida como Dol Amroth hasta muchos años después. Tras la fundación de los Reinos en el Exilio en el año 3320 SE, Elendil les concedió el título de príncipes de Dor-en-Ernil y de ellos descendieron Adrahil I, su hijo Imrazôr y el hijo de este, Galador, que fue el primer príncipe de Dol Amroth. 
Otra de las regiones de Gondor, Dor-en-Ernil, es feudo de Belfalas y está bajo el control de los príncipes de Dol Amroth. En Belfalas también se encuentra el puerto élfico de Edhellond.
Belfalas es una región muy poblada y se dice que sus habitantes son muy resistentes. El padre de Morwen, la esposa del rey Thengel de Rohan, vivía en Belfalas y era descendiente de uno de los Príncipes de Dol Amroth. Sin embargo se mudó a la región de Lossarnach por el amor que sentía hacia sus valles llenos de flores.

## La bahía de Belfalas
Toda la costa de Belfalas forma el borde norte de una gran bahía, parte del Belegaer, que toma el mismo nombre que la región del reino de Gondor que baña. Dol Amroth, capital de la región, también se encuentra en sus costas. La bahía de Belfalas era un importante ingreso para los barcos y fue utilizada como corredor, especialmente por los Corsarios de Umbar.
La bahía son los vestigios de lo que alguna vez fue el Gran Golfo que dividía Beleriand y la Tierras del Sur en la Primera Edad del Sol. Tras la Guerra de la Cólera una gran sección de la Tierra Media fue inundada, y con esta nueva costa la bahía de Belfalas se extendía desde Andrast hasta las bocas del Anduin, y luego al sur, pasando Umbar hasta las regiones desconocidas. La mayor parte de los ríos de Gondor desembocan en la bahía de Belfalas, que tiene muchos cabos a causa de dichas desembocaduras.